# ケリー・ブラックシアー・ジュニア
ケリー・ブラックシアー・ジュニア（Kerry Blackshear Jr., 1997年1月28日 - ）は、アメリカ合衆国フロリダ州オーランド出身のプロバスケットボール選手。ポジションはパワーフォワード。B.LEAGUEの群馬クレインサンダーズ所属。

## 経歴

### 生い立ち
プロバスケットボール選手ケリー・ブラックシアー・シニアと、ステッソン大学で活躍した女子バスケットボール選手ラミリア・フォード・ブラックシアーの子として生まれる。幼少期は父が世界各国のチームでプレーしていたため多くの国を転々とする生活を送った。

### ハイスクール
メイナード・エバンス高等学校では同世代のパワーフォワードの中で全体25位、ポジションを問わないランキングでは89位の評価を受けていた。

### カレッジ

#### バージニアテック
バージニア工科大学に進学し、1年目の2015-16シーズンは35試合に出場して平均6.2得点・4.5リバウンドを記録した。
2016-17シーズンは足を痛め、NCAAのレッドシャツ制度を利用してシーズンを全休した。
2017-18シーズンは33試合に出場して平均12.5得点・5.9リバウンド・1.2アシストを記録した。

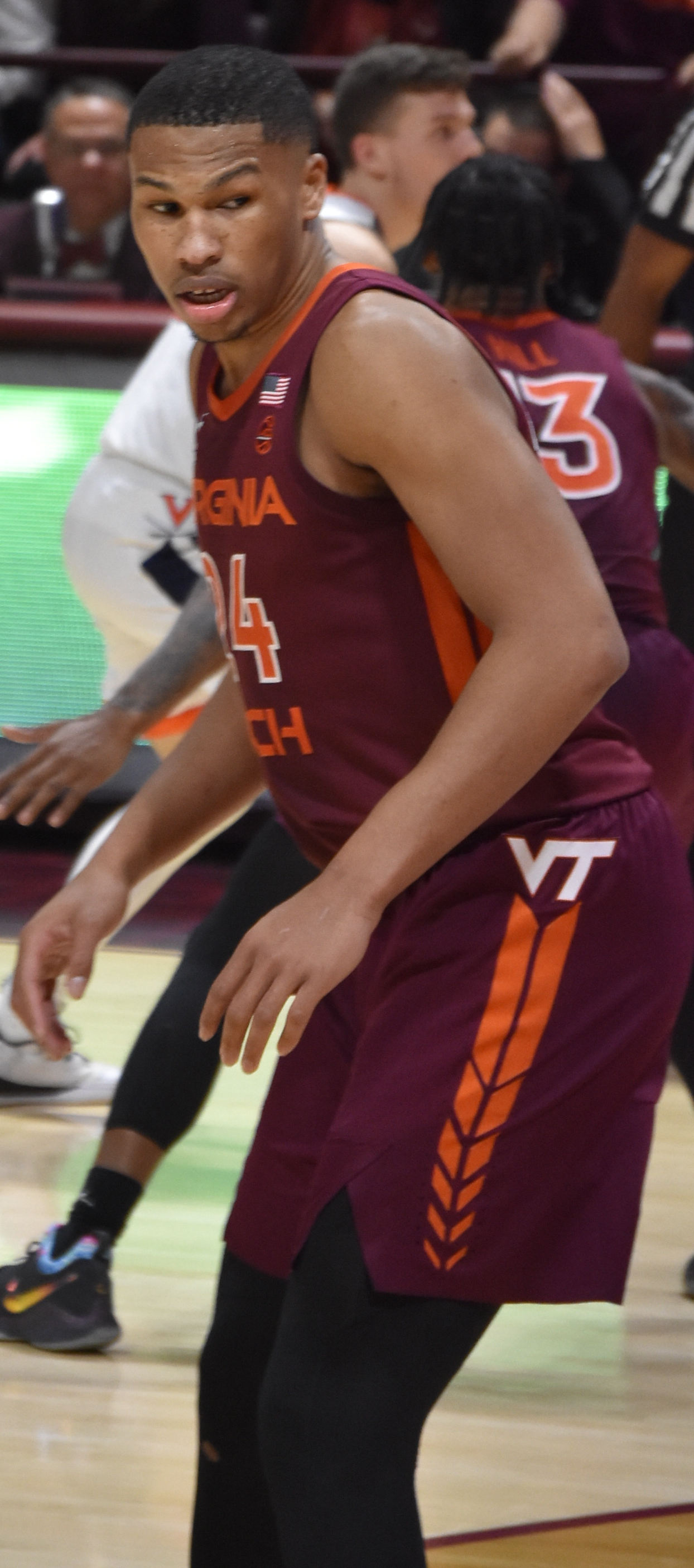
バージニア工科大学でのブラックシアー
(2019年)

2018-19シーズンは35試合に出場して平均14.9得点・7.5リバウンド・2.4アシストを記録し、オールACCセカンドチームに選出された。NCAAトーナメントではスウィート・シックスティーン（ベスト16）まで勝ち上がり、ザイオン・ウィリアムソンらを擁するデューク大学との3回戦ではいずれもチームハイとなる18得点・16リバウンド・5アシストを記録するなど活躍したが、チームは敗れた。シーズン終了後に2019年のNBAドラフトへエントリーしたが後に撤回し、フロリダ大学へ転校した。

#### フロリダ

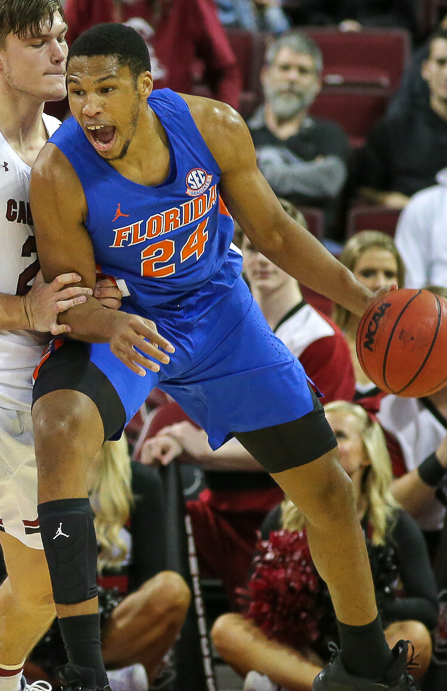
フロリダ大学でのブラックシアー
(2020年)

2019-20シーズンは31試合に出場して平均12.8得点・7.5リバウンド・1.6アシストを記録し、オールSECセカンドチームに選出された。

### ハポエル・ギルボア・ガリル
2020年8月9日にイスラエル・プレミアリーグのハポエル・ギルボア・ガリルと契約した。

### ガラタサライSK
スーパー・リーグのガラタサライSKと契約した。

### 広島ドラゴンフライズ
2022年7月12日にB.LEAGUEの広島ドラゴンフライズと契約した。
2022-23シーズン終了後、広島と再契約した。

### 群馬クレインサンダーズ
2025年6月19日にB.LEAGUEの群馬クレインサンダーズと契約した。

## 個人成績

### カレッジ
| シーズン | チーム            | GP           | GS           | MPG          | FG%          | 3P%          | FT%          | RPG          | APG          | SPG          | BPG          | PPG          |
| -------- | ----------------- | ------------ | ------------ | ------------ | ------------ | ------------ | ------------ | ------------ | ------------ | ------------ | ------------ | ------------ |
| 2015–16  | バージニア テック | 35           | 5            | 19.2         | .553         | .235         | .558         | 4.5          | .6           | .5           | .4           | 6.2          |
| 2016–17  | バージニア テック | レッドシャツ | レッドシャツ | レッドシャツ | レッドシャツ | レッドシャツ | レッドシャツ | レッドシャツ | レッドシャツ | レッドシャツ | レッドシャツ | レッドシャツ |
| 2017–18  | バージニア テック | 33           | 32           | 25.2         | .558         | .306         | .747         | 5.9          | 1.2          | .8           | .9           | 12.5         |
| 2018–19  | バージニア テック | 35           | 35           | 30.0         | .508         | .333         | .736         | 7.5          | 2.4          | .7           | .8           | 14.9         |
| 2019–20  | フロリダ          | 31           | 31           | 27.2         | .436         | .305         | .792         | 7.5          | 1.6          | .6           | .6           | 12.8         |
| 通算     | 通算              | 134          | 103          | 25.3         | .509         | .308         | .731         | 6.3          | 1.4          | .6           | .7           | 11.6         |